# Pinilla de Arlanza
Pinilla de Arlanza es una granja del municipio español de Peral de Arlanza, provincia de Burgos (comunidad autónoma de Castilla y León).
Situada a 3,8 km de Peral de Arlanza y próxima al exclave de Aguanales, perteneciente al municipio de Palenzuela, provincia de Palencia.

## Historia
Aparece documentada por primera vez en 1048. A mediados del siglo XIV, en el Becerro de las Behetrías, se incluía Pinilla de Arlanza como solariego de Pedro Ruiz Carrillo; los vecinos solo pagaban al rey servicios y monedas y al merino le abonaban 13 maravedises. El señor recibía al año, por cada hogar, a título de infurción, una emina de trigo y cuatro celemines de cebada, más una gallina y una carga de mosto. 
En el siglo XV, el palacio perteneció al Marqués de Salazar.
Pinilla fue traspasada de señoríos, incluso reducida a mera granja. Ya en la jurisdicción ordinaria de Peral, contaba en 1843 con 18 almas.